# Единая демократическая левая партия

Логотип ЭДА в 1970-е годы

Единая демократическая левая партия (ЭДА, греч. Ενιαία Δημοκρατική Αριστερά, ΕΔΑ) — политическая партия в Греции, бывшая легальным прикрытием для деятельности левых активистов, в том числе Коммунистической партии Греции. Активный организатор борьбы против правоавторитарной военной хунты «Чёрных полковников» (1967—1974 годов). В период 1951—1968 годов ЭДА возглавлял Иоаннис Пасалидис.

## История

### Создание
Единая демократическая левая партия была основана в июне 1951 года, накануне парламентских выборов, как политическая коалиция социалистических и леводемократических сил, потерпевших поражение в Гражданской войне в Греции и выступавших за демократизацию страны. В условиях антикоммунистических преследований и запрета Коммунистической партии ЭДА была единственным способом легальной левой политики в стране.
В ЭДА вошли представители социалистов, коммунистов, левых демократов, в том числе большое количество бывших членов Народно-освободительного фронта (ЭАМ) и бойцов Народно-освободительной армии Греции (ЭЛАС) / Демократической армии Греции (например, председатель партии Иоаннис Пасалидис), но также умеренно левоцентристские политические деятели (включая генерального секретаря антикоммунистической ЭДЕС Комниноса Пирамоглу), оказавшиеся репрессированными монархическими властями.
Сохраняя свои различные политические убеждения, члены ЭДА организационно объединились, чтобы легально и в рамках существовавшей конституции выступать за народно-демократические преобразования в стране. Справляясь с ролью политического фронта запрещённой КПГ, ЭДА оставалась плюралистичной организацией.

### Первые съезды
На первой конференции, провести которую удалось только в июле 1956 года, был принят устав и избраны центральные органы ЭДА, ставшей таким образом полноценной партией. На парламентских выборах 1958 года ЭДА, несмотря на усиленную травлю левых в Греции, удалось стать ведущей оппозиционной партией — вступив в коалицию с Партией либералов, Демократической социалистической партией, Движением крестьян и рабочих, Республиканским союзом и Национально-прогрессивным союзом Центра, партия провела 132 (из 300) депутата. Дальнейшему укреплению позиций партии способствовал её Первый съезд в ноябре 1959 года, на котором были утверждены политические цели и организационная структура партии. Было заявлено, что ЭДА является «демократической партией греческого народа, выражает его интересы и защищает его конституционные права и свободы».
Начиная со Второго съезда в декабре 1962 года, ЭДА всё активнее использует реформистскую и патриотическую риторику, утверждая, что политика правящих кругов «пренебрегает интересами всех классов и социальных слоев Греции, чем создаёт объективные предпосылки для широкой единства действий всех национальных политических сил страны». Единые действия, по определению съезда, предусматривали требования восстановления демократических порядков и конституционной законности, улучшения экономического положения трудящихся путём сокращения военных расходов и защиты страны от эксплуатации иностранными и местными монополиями, выход Греции из НАТО и переход на позиции нейтралитета, отмену «чрезвычайных законов» и легализацию КПГ.

### Убийство Ламбракиса
На парламентских выборах 1961 и 1964 годов ЭДА потеряла значительное количество голосов из-за массовых фальсификаций. 22 мая 1963 года на антивоенном митинге в городе Фессалоники двумя ультраправыми экстремистами был убит депутат от ЭДА Григорис Ламбракис (скончался в госпитале пять дней спустя), что вызвало серьёзный политический кризис. Ламбракис, врач, получивший ещё накануне войны известность в качестве чемпиона по лёгкой атлетике, был в числе популярнейших политиков страны. Будучи известным деятелем пацифистского движения и критиком американского военного присутствия, он был организатором антивоенного марша от Марафона до Афин, однако тот был запрещён полицией, арестовавшей многих участников, и Ламбракис, пользовавшийся депутатской неприкосновенностью в качестве депутата от Пирея, преодолел маршрут в одиночестве.
ЭДА, а также Союз центра, подозревали, что за убийством Ламбракиса стоят премьер-министр Константин Караманлис и его Национальный радикальный союз. Связь между покушавшимися крайне правыми и полицией была доказана независимым расследованием следователя Христоса Сардзетакиса, впоследствии президента Греции, и генерального прокурора Делапортаса. Похороны Ламбракиса перерасли в полумиллионую демонстрацию протеста против политики правого правительства и действий Королевского суда, покрывавшего убийц. Друг и товарищ убитого Микис Теодоракис стал первым секретарём организации «Молодёжь Ламбракиса». Греческие города покрывались граффити с посвящёнными Ламбракису надписями с буквой «Ζ» (дзета), сокращённо от «Ζει» («Жив!»). Эти события были положены в основу романа Василиса Василикоса «Дзета» и одноимённого фильма эмигрировавшего из страны режиссёра Коста-Гавраса.

### Чёрные полковники
Широкому движению протеста после убийства Ламбракиса удалось добиться отставки правительства Караманлиса. 16 февраля 1964 года по спискам ЭДА было избрано 22 депутата (из 300). После государственного переворота, совершённого реакционно настроенными военными 21 апреля 1967 года, власти официально запретили деятельность ЭДА 30 апреля 1967 года, вынудив её уйти в подполье. Во время правления хунты ЭДА налаживала подпольную деятельность в стране и развивала свою сеть среди греков, проживающих в странах Западной Европы.

### Конец существования
В результате раскола, постигшего КПГ в 1968 году, большая часть коммунистов, состоящих в ЭДА, перешли в еврокоммунистическую по своим установкам Коммунистическую партию Греции (внутреннюю). После восстановления демократии ЭДА вышла на выборы 1974 года в союзе с Коммунистической партией Греции и другими левыми партиями под руководством Ильяса Илиу, считавшегося наиболее видным левым политиком в Греции.
После раскола в альянсе и выхода из него Компартии ЭДА с 1977 года больше не принимала самостоятельного участия в выборах. Под руководством Манолиса Глезоса, партия участвовала в выборах 1981 и 1985 годов в союзе с ПАСОК (Всегреческим социалистическим движением), а затем стала ресурсом для формирования нового избирательного альянса коммунистов и левых социалистов — Синаспизмос (Коалиции левых и прогресса). В частности, партийная газета «Авги» стала ассоциироваться с Коалицией (ныне Коалиция радикальных левых, СИРИЗА).
Высшим органом ЭДА был съезд, который формировал генеральную политическую линию, избирал Административный комитет и председателя партии. Исполнительным органом был Исполком (14 член и 8 кандидатов).

## Политики ЭДА
- Антонис Абатиелос
- Герасимос Авгеропулос
- Манолис Глезос
- Илиас Илиу
- Никос Кицикис
- Ефстафий Ктенас
- Григорис Ламбракис
- Андреас Лендакис
- Эммануил Мандакас
- Михалис Папаяннакис (затем в Синаспизмос)
- Элли Паппа
- Алека Папарига (затем в КПГ)
- Иоаннис Пасалидис
- Герасимос Прифтис
- Яннис Рицос
- Стефанос Сарафис
- Микис Теодоракис
- Илиас Циримокос